# Mistrovství světa v klasickém lyžování
Mistrovství světa v klasickém lyžování se konají pod záštitou FIS. Na mistrovství se soutěží v třech sportech: běhu na lyžích, skocích na lyžích a severské kombinaci. V období 1925 až 1938 se mistrovství konala skoro každý rok, včetně olympijských roků. Po druhé světové válce se šampionáty konaly každé čtyři roky. Poslední změnou periodicity šampionát prošel v roce 1985, od kdy se mistrovství konají každé dva roky.

## Seznam mistrovství světa v klasickém lyžování
| Rok  | Město                                                 | Stát           |
| ---- | ----------------------------------------------------- | -------------- |
| 1925 | Janské Lázně                                          | Československo |
| 1926 | Lahti                                                 | Finsko         |
| 1927 | Cortina d'Ampezzo                                     | Itálie         |
| 1929 | Zakopané                                              | Polsko         |
| 1930 | Oslo-Holmenkollen                                     | Norsko         |
| 1931 | Oberhof                                               | Německo        |
| 1933 | Innsbruck                                             | Rakousko       |
| 1934 | Sollefteå                                             | Švédsko        |
| 1935 | Vysoké Tatry                                          | Československo |
| 1937 | Chamonix                                              | Francie        |
| 1938 | Lahti                                                 | Finsko         |
| 1950 | Lake Placid (skoky na lyžích) Rumford (běh na lyžích) | USA            |
| 1954 | Falun                                                 | Švédsko        |
| 1958 | Lahti                                                 | Finsko         |
| 1962 | Zakopané                                              | Polsko         |
| 1966 | Oslo-Holmenkollen                                     | Norsko         |
| 1970 | Vysoké Tatry                                          | Československo |
| 1974 | Falun                                                 | Švédsko        |
| 1978 | Lahti                                                 | Finsko         |
| 1982 | Oslo (Holmenokollen)                                  | Norsko         |
| 1985 | Seefeld                                               | Rakousko       |
| 1987 | Oberstdorf                                            | NSR            |
| 1989 | Lahti                                                 | Finsko         |
| 1991 | Val di Fiemme                                         | Itálie         |
| 1993 | Falun                                                 | Švédsko        |
| 1995 | Thunder Bay                                           | Kanada         |
| 1997 | Trondheim                                             | Norsko         |
| 1999 | Ramsau                                                | Rakousko       |
| 2001 | Lahti                                                 | Finsko         |
| 2003 | Val di Fiemme                                         | Itálie         |
| 2005 | Oberstdorf                                            | Německo        |
| 2007 | Sapporo                                               | Japonsko       |
| 2009 | Liberec                                               | Česko          |
| 2011 | Oslo-Holmenkollen                                     | Norsko         |
| 2013 | Val di Fiemme                                         | Itálie         |
| 2015 | Falun                                                 | Švédsko        |
| 2017 | Lahti                                                 | Finsko         |
| 2019 | Seefeld                                               | Rakousko       |
| 2021 | Oberstdorf                                            | Německo        |
| 2023 | Planica                                               | Slovinsko      |
| 2025 | Trondheim                                             | Norsko         |

## Medailová bilance
Tabulka je aktualizována po  Mistrovství světa 2023.
| Stát                  | zlato | stříbro | bronz | Celkem |
| Norsko                | 171   | 130     | 124   | 425    |
| Finsko                | 63    | 73      | 69    | 205    |
| Švédsko               | 52    | 52      | 54    | 158    |
| Německo               | 38    | 49      | 29    | 116    |
| Sovětský svaz         | 36    | 32      | 24    | 92     |
| Rakousko              | 28    | 29      | 39    | 96     |
| Rusko                 | 26    | 32      | 31    | 89     |
| Východní Německo      | 12    | 15      | 11    | 38     |
| Polsko                | 12    | 7       | 13    | 32     |
| Itálie                | 11    | 23      | 24    | 58     |
| Japonsko              | 10    | 14      | 18    | 42     |
| USA                   | 8     | 4       | 7     | 19     |
| Československo        | 7     | 12      | 11    | 30     |
| Francie               | 6     | 4       | 15    | 25     |
| Švýcarsko             | 4     | 6       | 8     | 18     |
| Slovinsko             | 4     | 4       | 9     | 17     |
| Západní Německo       | 4     | 1       | 2     | 7      |
| Česko                 | 3     | 6       | 6     | 15     |
| Estonsko              | 3     | 5       | 2     | 10     |
| Kazachstán            | 3     | 2       | 4     | 9      |
| Kanada                | 3     | 1       | 3     | 7      |
| Rusko                 | 1     | 3       | 1     | 5      |
| Španělsko             | 1     | 1       | 0     | 2      |
| Jugoslávie            | 1     | 0       | 0     | 1      |
| Bělorusko             | 0     | 1       | 0     | 1      |
| Slovensko             | 0     | 1       | 0     | 1      |
| Ukrajina              | 0     | 0       | 2     | 2      |
| Celkový počet medailí | 507   | 507     | 506   | 1520   |